# Valerian Gunia
Pour les articles homonymes, voir Gunia.
Valerian "Valiko" Gunia (géorgien : ვალერიან [ვალიკო] გუნია), né le 21 janvier 1862, mort le 31 juillet 1938 , était un acteur, metteur en scène, traducteur, critique et dramaturge géorgien.

## Biographie
Valerian Gunia nait dans la localité Eki dans la municipalité Senaki de la région de Mingrélie-Haute Svanétie en Géorgie.
Issu de la noblesse mingrélienne, il étudia à Tiflis avant d'être exclu de son école en 1881, à la suite de sa participation à des manifestations étudiantes. Il fit ensuite du théâtre et était un fervent partisan du théâtre réaliste. Il écrivit une histoire du théâtre géorgien et participa à des films. Il traduit en géorgien les œuvres de Molière, Victor Hugo, William Shakespeare, Henrik Ibsen, Gerhart Hauptmann, Nicolas Gogol, Alexandre Ostrovski,
Mort à Tbilissi il est inhumé au Panthéon Didube.

## Galerie d'illustrations

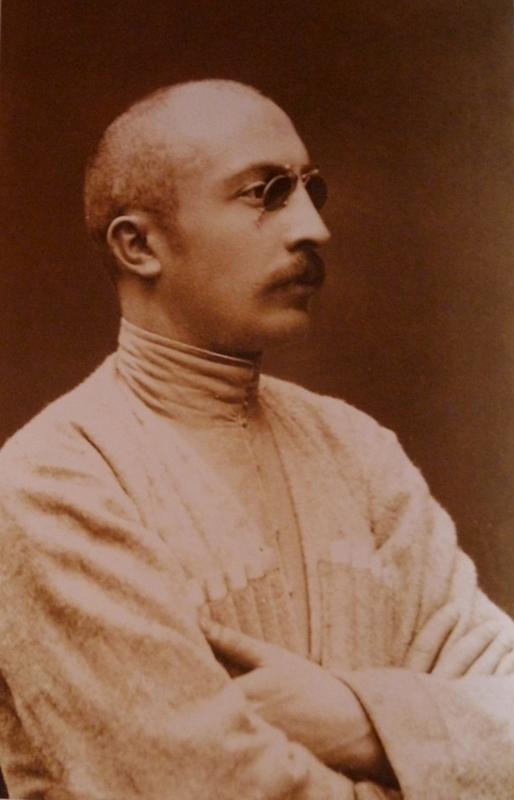
Photographe inconnu.
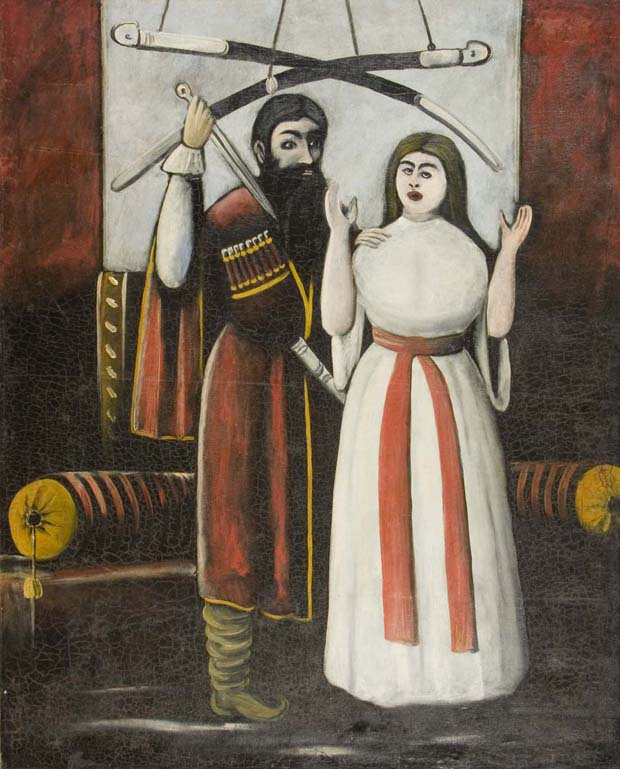
Scène de la pièce de Valerian Gunia "Frère et sœur", Niko Pirosmani.
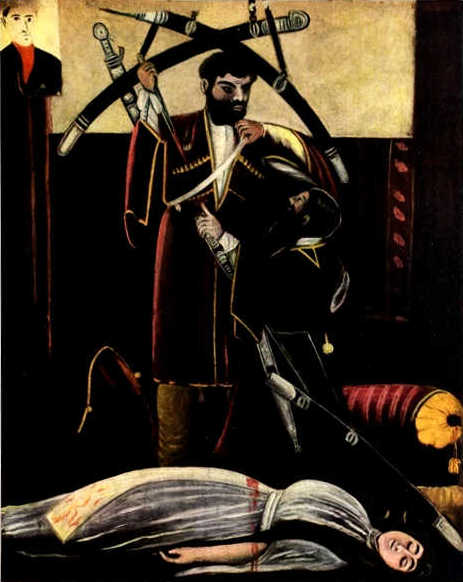
Scène de la pièce de Valerian Gunia "Frère et sœur", Niko Pirosmani.
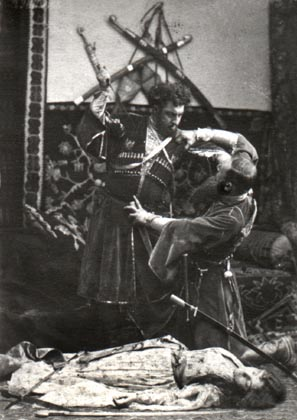
Scène de la pièce de Valerian Gunia "Frère et sœur". Photo : Alexandre Roinachvili.
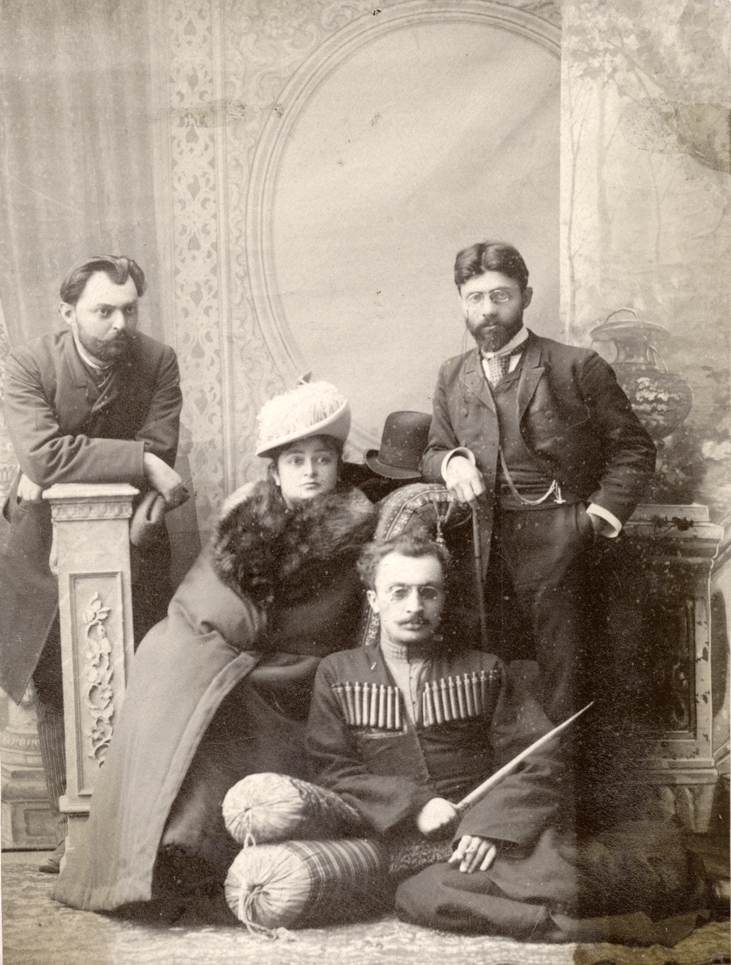
Valerian Gunia, Mako Saparova-Abachidze et Artem Akhnazarov. Photo : Alexandre Roinachvili.

## Œuvres
- Daisi (დაისი) (1923). Opéra en 3 actes de Zakaria Paliachvili. Livret de Valerian Gunia. Créé le 23 décembre 1923 à Tbilissi[1].

## Filmographie
- 1921 : Arsena Jorjiashvili d'Ivan Perestiani
- 1922 : Modzgvari (ka) de Vladimir Barsky
- 1922 : Suramis tsikhe (The Suram Fortress) d'Ivan Perestiani (sur la forteresse de Sourami)
- 1926 : Khanuma d'Aleksandre Tsoutsounava
- 1927 : Mtis kanoni de Boris Mikhin
- 1927 : Amoki de Koté Mardjanichvili
- 1934 : Nakhvamdis de Giorgi Makarov

## Adaptations au cinéma
- 1971 : Daisi de Nikoloz Sanishvili

### Source de la traduction
- (en) Cet article est partiellement ou en totalité issu de l’article de Wikipédia en anglais intitulé « Valerian Gunia » (voir la liste des auteurs).